# Nottarp-Gletscher
Der Nottarp-Gletscher ist ein kleiner Gletscher in der antarktischen Ross Dependency. In der Queen Elizabeth Range des Transantarktischen Gebirges fließt er unmittelbar südlich des Mount Damm in östlicher Richtung zum Lowery-Gletscher.
Der United States Geological Survey kartierte ihn anhand eigener Tellurometervermessungen und Luftaufnahmen der United States Navy aus den Jahren von 1960 bis 1962. Das Advisory Committee on Antarctic Names benannte ihn 1966 nach dem Glaziologen Klemens J. Nottarp (1928–1999), der im Rahmen des United States Antarctic Research Program von 1962 bis 1963 und von 1965 bis 1966 auf dem Ross-Schelfeis tätig war.